# Eriocaulon raipurense
Eriocaulon raipurense là một loài thực vật có hoa trong họ Eriocaulaceae. Loài này được K.K.Khanna & Mudgal & An.Kumar mô tả khoa học đầu tiên năm 2000.